# Kot pri Ribnici
Kot pri Ribnici – wieś w Słowenii, w gminie Ribnica. W 2018 roku liczyła 115 mieszkańców.